# Martha Azucena Camacho Reynoso
Martha Azucena Camacho Reynoso (19 de enero de 1983) es una política mexicana, miembro del partido Movimiento Regeneración Nacional (Morena). Fue diputada federal para el periodo de 2021 a 2024.

## Biografía
Es licenciada en Derecho por el Centro de Estudios Superiores Concordia, tiene estudios de maestría y de diplomado en Estrategia, Gestión y Administración Municipal por la Universidad Anáhuac. Ha ejercido como docente en el Instituto Superior Metropolitano.
Inició su carera pública en el ayuntamiento del municipio de Tianguistenco, de 2003 a 2006 fue auxiliar jurídico, de 2006 a 2008 jefa de licencias, y de 2008 a 2009 directora de Gobernación. De 2009 a 2010 fue directora de la Unidad de Rehabilitación e Integración Social del municipio de Capulhuac; y en 2010 fue tesorera y asesora jurídica en el municipio de Santo Tomás.
De 2015 a 2016 fue directora de Servicios Administrativos en la Universidad Ejecutiva del estado de México y de 2016 a 2018 fue asesor contable en Servicio Megal S.A. de C.V. En las elecciones estatales de 2018 fue elegida regidora del ayuntamiento de Tianguistenco encabezado por Alfredo Baltazar Villaseñor y que concluyó en 2021. 
En las elecciones federales de 2021 fue postulada candidata de Morena a diputada federal por el Distrito 23 del estado de México. Logró el triunfo al recibir el 32.99% de los votos, frente al 32.37% de Diana Pérez Barragán del PRI. En la LXV Legislatura de 2021 a 2024 ocupó los cargos de secretaria de las comisiones de Economía Social y Fomento del Cooperativismo; y, de Vivienda; e integrante de las comisiones de Seguridad Ciudadana; de Bienestar; de Ganadería; de Gobernación y Población; y, de Juventud.
Se separó de la diputación mediante licencia entre el 23 de abril y el 3 de junio de 2024, para ser candidata de la coalición Sigamos Haciendo Historia a diputada por el Distrito 29 local, resultando ganadora al recibir el 52.38% de los votos, frente al 32.09% de su competidora Lizeth Marlene Sandoval Colindres.